# Mexikói pókmajom
A mexikói pókmajom (Ateles geoffroyi vellerosus) a Geoffroy-pókmajom egyik alfaja.

## Elterjedése
Mexikó, Guatemala, Honduras, Nicaragua és Salvador területén honos.

## Fordítás
- Ez a szócikk részben vagy egészben  a   Mexican Spider Monkey című angol Wikipédia-szócikk fordításán alapul.  Az eredeti cikk szerkesztőit annak laptörténete sorolja fel. Ez a jelzés csupán a megfogalmazás eredetét és a szerzői jogokat jelzi, nem szolgál a cikkben szereplő információk forrásmegjelöléseként.